# Diarthrodes tetrastachyus
Diarthrodes tetrastachyus is een eenoogkreeftjessoort uit de familie van de Dactylopusiidae. De wetenschappelijke naam van de soort is voor het eerst geldig gepubliceerd in 1976 door Yeatman.